# サム・ブラウンバック
サミュエル・デール・"サム"・ブラウンバック（英語：Samuel Dale "Sam" Brownback、1956年9月12日 - ）は、アメリカ合衆国の政治家。2008年アメリカ合衆国大統領選挙で共和党の予備選挙にも出馬した。共和党所属で政界きっての保守派で、ローマ・カトリックの信者である。

## 半生・政治キャリア
1956年9月12日にカンザス州ガーネットの農家に、ドイツ系とユダヤ系ドイツ人移民の両親の間に誕生する。地元のカンザス州立大学で学士号を取得した後、カンザス大学で修士号を取得して弁護士となる。その後通商代表部、ホワイトハウスでの勤務を経て後に下院議長となるニュート・ギングリッチのアメリカとの契約に賛同、1994年の中間選挙で同州2区から下院議員に初当選。さらに当選後2年も経たないうちに同じカンザス州選出の上院議員だったボブ・ドールが大統領選挙に出馬する為に議員を辞職すると、補欠選挙に出馬した。上院議員に初当選する。1998年と2004年の選挙でも圧勝し、2011年まで3期約14年に渡って連邦上院議員を務めた。2007年1月20日に2008年アメリカ合衆国大統領選挙への出馬を表明したが、イラク戦争開戦を支持した一方で、2007年1月10日にジョージ・W・ブッシュ大統領が断行したイラクへの当初計画・陸軍5個旅団・2万人規模（最終的規模は3万人に増大）のアメリカ軍増派に対しては一転して反対するブレを見せたため、支持拡大にはつながらず、同年10月19日に大統領選挙からの撤退を表明。11月にはイラク政策など安全保障政策を共有するジョン・マケイン上院議員の支持に回る。また、2007年に論議となった不法移民合法化法案には賛成票を投じている（最終的に廃案）。2008年の共和党大会では最終日に登壇し、マケインへの支持を呼びかけた。
同月にはアメリカを訪問した平沼赳夫元経産相や家族会のメンバーらと面会、ジョージ・W・ブッシュ政権が推し進める北朝鮮のテロ支援国家指定解除の動きを批判。指定解除を阻止する法案提出の意向を示し、12月10日にジョー・リーバーマンやジョン・カイルらと共に、北朝鮮のテロ支援国家指定解除に反対する決議を上院に提出した。同決議案では指定解除には拉致問題の解決、イランやシリアなどへの核拡散の防止などが盛り込まれており、先の平沼赳夫との会談の中身が実行された形である。北朝鮮に対する融和姿勢を理由にクリストファー・ヒル国務次官補の駐イラク大使就任にも、ジョン・マケインらとともに異を唱えている。
2010年の中間選挙においてカンザス州知事選挙に出馬し、ティーパーティーの強力な支持によって民主党のトム・ホランド候補を大差で破って当選。2011年1月3日に連邦上院議員を任期満了に伴い退任し、1月10日に州知事に就任した。知事在任中はサプライサイダーのエコノミストでロナルド・レーガンに重用されたアーサー・ラッファーや全米税制改革協議会のグローバー・ノーキストを登用し、思い切った減税による雇用創出と経済成長を目指すカンザス実験を実施。しかしながら思ったほどの成果が出ないまま在任中に撤回に追い込まれている。
2018年に州知事を退任後は、信教の自由担当特使に就任し、2021年まで在任した。

## 政策

### 内政
社会的には妊娠中絶・同性結婚に反対している。

### 外交・安全保障
孤立主義の傾向が強いキリスト教原理主義者にあって、介入主義的である。

#### イラク
アメリカ同時多発テロ事件後の2001年アフガニスタン紛争終息後はジョー・リーバーマン、ジェシー・ヘルムズら9人の議員と共にイラクを対テロ戦争第2幕にするよう、ジョージ・W・ブッシュ大統領に提案し、2003年のイラク戦争開戦のきっかけを作る。イラク占領後は民主党のジョー・バイデン議員と共にイラクをシーア派・スンニ派・クルド人に分割し連邦国家として統治させる法案に賛同している。

#### 北朝鮮
独裁体制と人権侵害を厳しく批判している政治家でもあり、拉致問題の国民大集会にもVTRで参加したこともある。

## ウイグル人問題
2020年2月にドナルド・トランプによって国際信教の自由を担当する特使に就任し、ダライ・ラマの後継者選びやウイグル人の拘束問題を通じて中国政府の姿勢を批判した。このため2020年7月には、アメリカ政府が中国政府高官に対して行った制裁措置への対抗として、中国政府より査証発給制限や資産凍結処分を受けている。